# Hồ Thích
Hồ Thích (giản thể: 胡适; phồn thể: 胡適; bính âm: Hú Shì; Wade–Giles: Hu Shih, 17 tháng 12 năm 1891 – 24 tháng 2 năm 1962), tự Hy Cương, về sau đổi tên thành Hồ Thích, tự là Thích Chi, bút danh Thiên Phong, Tạng Huy... là một nhà ngoại giao, nhà văn tiểu luận và nhà triết học Trung Quốc. Ngày nay ông được công nhận rộng rãi là người có những góp to lớn cho chủ nghĩa tự do và cải cách ngôn ngữ ở Trung Quốc. Ông là người có ảnh hưởng trong phong trào Ngũ Tứ, là một trong những lãnh đạo của phong trào Tân Văn hóa và đồng thời cũng là chủ tịch đại học Bắc Kinh. Ông được đề cử giải Nobel Văn học năm 1939. Ông quan tâm đến rất nhiều lĩnh khác nhau như văn học, lịch sử, phê bình văn học và giáo dục học.

## Cuộc đời
Năm 1910, Hồ Thích sang Mỹ du học tại Đại học Cornell, đến năm 1917 thì về nước. Năm 1919, ông tham gia phong trào Ngũ Tứ (phong trào văn học diễn ra trong một cuộc cách mạng tư tưởng phản phong 1917-1924. Ngày 4/5/1919 (Ngũ Tứ) là ngày nổ ra cuộc đấu tranh của học sinh Bắc Kinh. Năm 1948, ông làm người phát ngôn của Trung Hoa dân quốc. Năm 1958, ông trở về Đài Loan, ra tranh cử Tổng thống nhưng không thành. Ông lại sang Mỹ sinh sống và mất tại đó.
Ông là nhà thơ, sử gia, triết gia, nhà giáo dục, luân lý học, nhà tư tưởng… một đại học giả của Trung Quốc, từng được tặng 36 bằng tiến sĩ danh dự (chủ yếu ở Mỹ), nổi tiếng có nhiều cống hiến trên nhiều lĩnh vực. Sau khi về nước đã đề xướng cách mạng văn học, trở thành một trong các lãnh tụ Phong trào Tân Văn hoá.
Từng là đại sứ Trung Hoa Dân quốc tại Mỹ (1938), hiệu trưởng ĐH Bắc Kinh (1946), Viện trưởng Viện Nghiên cứu Trung ương (Đài Loan, 1957, tức Viện Khoa học). Từ 1949 ở Mỹ và Đài Loan. Hồ Thích là nhà tiên phong chủ nghĩa tự do ở Trung Quốc, đề xuất thuyết điều hoà giai cấp, cho rằng chủ nghĩa Marx và thuyết đấu tranh giai cấp không thích hợp với Trung Quốc. Ông chịu ảnh hưởng sâu sắc triết học thực dụng của J. Dewey. Ông chủ trương điều hòa giai cấp, coi đó là động lực phát triển xã hội.
Hồ Thích có ảnh hưởng rất lớn đối với văn hoá Trung Quốc; một thời gian ông từng bị phê phán, phủ định, nhưng về sau được đánh giá cao. Ông là người đầu tiên đề xuất dùng văn Bạch thoại, lật đổ hình thức văn Văn ngôn từng thống trị nước này hơn 2.000 năm.
Ông cũng có những ý kiến cực đoan như chủ trương Trung Quốc nên phương Tây hoá toàn bộ, bỏ chữ Hán, dùng ký hiệu phiên âm Latin…

## Tác phẩm
Những tác phẩm chính của ông là: 
- Lịch sử tiến hoá của phương pháp triết học cổ đại Trung Quốc (luận án tiến sĩ, 1917)
- Hồng lâu mộng khảo chứng (1921)
- Lịch sử đích văn học quan niệm luận
- Kiến thiết văn học cách mạng luận
- Thường thí tập (tập thơ)
- Chung thân đại sự (kịch)
- Lịch sử văn học bạch thoại
- Đại cương lịch sử triết học Trung Quốc
- Hồ Thích thiền học án